# Maurizio Neri
Maurizio Neri (Rimini, 21 marzo 1965) è un allenatore di calcio ed ex calciatore italiano, di ruolo attaccante, tecnico della formazione U-17 del Sassuolo.Da Settembre 2024 è passato a nuovo incarico ed ora ricopre il ruolo di direttore del Settore Giovanile dell’US Sassuolo.

## Carriera

### Giocatore
Muove i primi passi nel Bellaria e nella Fiorentina dove gioca nelle giovanili ma mai in prima squadra. Nella stagione 1984-1985 avviene il debutto nella Nuova Igea (il nome assunto dal Bellaria) che giocava in Interregionale. Neri gioca 29 partite e realizza 24 reti.
Passa poi alla società marchigiana del Fano dove rimane due anni in Serie C1 (1985-1986 e 1986-1987) giocando 58 partite e andando a segno 6 volte. Per la stagione 1987-1988 viene ingaggiato dalla Reggiana, anch'essa in Serie C1; giocando 34 partite realizza 6 gol per poi passare all'Ancona, squadra di Serie B.

Neri (in piedi, secondo da destra) nel Pisa della stagione 1989-1990

Con la squadra marchigiana Neri gioca solo la prima parte della stagione 1988-1989 (7 partite e 2 gol) poiché a novembre si trasferisce in Serie A, al Napoli. Nei partenopei Neri gioca la seconda parte della stagione 1988-1989 e la prima del campionato 1989-1990 andando a segno 2 volte in 14 incontri. A novembre viene mandato di nuovo in Serie B con il Pisa e, nella seconda parte del 1989-1990, gioca 31 volte facendo 4 reti e conquistando la promozione dei toscani in Serie A.
Rimane a Pisa anche l'anno successivo (stagione 1990-1991) e realizza 4 gol. Viene quindi acquistato dalla Lazio per 3 miliardi di lire; vi rimane due anni (1991-1992 e 1992-1993) giocando 18 volte senza fare gol. La società capitolina lo vende quindi al Brescia: la prima stagione la gioca in Serie B (1993-1994) dove realizza 10 reti in 37 gare aiutando le "rondinelle" a risalire in Serie A.
Con questa squadra rimane ancora quattro anni vivendo due retrocessioni (1994-1995 e 1997-1998), una promozione (1996-1997) e una salvezza in Serie B (1995-1996). Vince pure un Torneo Anglo-Italiano con finale disputata nel Wembley Stadium dove le Rondinelle battono il Notts County per 1-0. In massima serie disputa 61 incontri realizzando 11 reti mentre tra i cadetti segna 44 reti in 108 partite. Per la stagione 1998-1999 viene venduto ancora alla Reggiana, che milita in Serie B; realizza 4 gol in 24 partite.
Gli ultimi anni della sua carriera li vive in Serie C2: gioca tre anni (1999-2000, 2000-2001 e 2001-2002) nella squadra della sua città natale, il Rimini, realizzando 26 gol in 69 partite quindi rimane, senza giocare, al Gubbio (fino all'ottobre del 2002) per poi terminare la stagione nel Forlì (in cui realizza una rete in 13 partite). La sua carriera terminerà in una società della provincia di Parma, il Terme Monticelli allenato da Stefano Paraluppi, nel campionato di Eccellenza 2004-2005.

### Allenatore
Dall'anno successivo (2005-2006) Neri subentra a Paraluppi nel ruolo di tecnico dei termali, squadra che ha guidato anche nelle successive due stagioni. Nel 2008 ha portato il Terme Monticelli alla vittoria nella finale di Coppa Pedrieri contro il Medicina, vincendo 3-2 dopo i tempi supplementari.
Nella stagione 2008-2009 diventa l'allenatore del Bellaria, squadra che partecipa alla Lega Pro Seconda Divisione. Viene esonerato dall'incarico il 10 marzo 2009 e sostituito da Massimo Gadda.
Dal luglio 2010 siede sulla panchina del Real Rimini, neonata compagine che ha preso il posto del Valleverde Riccione Football Club, inserita nello stesso girone dell'A.C. Rimini 1912; viene sollevato da tale incarico il 6 ottobre dello stesso anno. Il 7 febbraio 2011 ritorna sulla panchina del Real Rimini.
La stagione successiva assume l'incarico di allenatore degli Allievi Nazionali B del Parma, venendo coinvolto nell'inchiesta Last Bet della Procura di Cremona; il club ducale lo sospende in via cautelativa in attesa di sviluppi ulteriori sostituendolo con Cornelio Donati prima e con William Viali poi. Dopo essere stato dichiarato completamente estraneo ai fatti riprende la guida degli Allievi Nazionali B del Parma. Il 28 giugno 2015, una settimana dopo il fallimento della società emiliana, perde la finale contro l'Inter 4-3 dopo i tempi supplementari.
Nella stagione 2015-2016 assume il ruolo di allenatore degli Allievi Under 17 del Sassuolo.
Nella stagione 2016-2017 ricopre il ruolo di allenatore degli Under 15 del Sassuolo.
Attualmente è l’allenatore degli under 16 del Sassuolo.

## Palmarès

### Giocatore

#### Competizioni nazionali
- Campionato italiano di Serie B: 1

Brescia: 1996-1997

#### Competizioni internazionali
- Coppa UEFA: 1

Napoli: 1988-1989
- Coppa Anglo-Italiana: 1

Brescia: 1993-1994